# 블루 페이즈 방식 LCD
블루 페이즈 방식 LCD(blue phase mode LCD)는 블루 페이즈 방식으로 트위스트 정도가 상당한 콜레스테릭상을 사용하는 액정 디스플레이(LCD) 기술이다. 이를테면 100~120Hz의 프레임 속도로 LCD의 시간 응답을 개선할 목적으로 움직이는 영상을 더 양호하게 표시하기 위해 2007년 처음 제안되었다. LCD를 위한 이 동작 모드는 비등방성 얼라인먼트층(예: 고무 폴리이미드)이 필요하지 않으므로 이론적으로 LCD 제조 공정을 단순하게 만들어준다.

## 역사

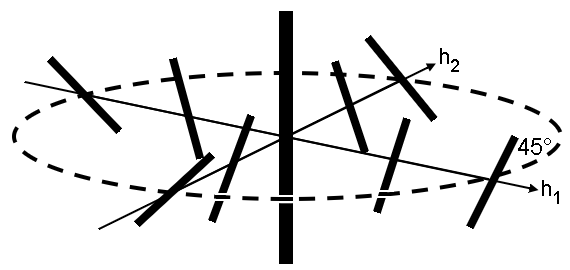
그림 1: 2개의 나선축 h_{1}, h_{2}이 있는 더블 트위스트 구조의 관점. 지름을 따라 90° 회전을 수행한다.

콜레스테릴 벤조에이트의 융해 원리에 관한 1888년 라이니처의 보고서에서 냉각시 투명한 것에서 구름낀 모습으로 변화하는 등 살짝 파랗게 변화하는 물질이 있다는 문구가 있다. 이 사소한 효과는 80년 이상 연구되지 않은 채 방치되었다가 1960년대 말, 1970년대 초 실험 결과가 출판되었는데, 여기서 파란색은 적어도 2개의 새롭고 매우 다른 액정선 상으로 인한 것임이 밝혀졌다.

## 추가 문헌
- O.D. Lavrentovich, M. Kleman: Defects and Topology of Cholesteric Liquid Crystals" in "Chirality in Liquid Crystals, 5", Springer Verlag: New York (2001), excerpt available here.

See page 124, Figure 5.4 for details on the disclination formed in the gusset (i.e., triangular area where three double twist cylinders are in contact).